# Klaas Nuninga
Klaas Nuninga (Winschoten, 1940. november 7. –) válogatott holland labdarúgó, csatár.

## Pályafutása

### Klubcsapatban
1961 és 1964 között a GVAV-Rapiditas, 1964 és 1969 között az Ajax, 1969 és 1972 között a DWS labdarúgója volt. Az Ajax csapatával három bajnoki címet és egy hollandkupa-győzelmet ért el. Tagja volt az 1968–69-es BEK-döntős együttesnek.

### A válogatottban
1963 és 1967 között 19 alkalommal szerepelt a holland válogatottban és négy gólt szerzett.

## Sikerei, díjai
Ajax
- Holland bajnokság
  - bajnok (3): 1965–66, 1966–67, 1968–69
- Holland kupa
  - győztes: 1967
- Bajnokcsapatok Európa-kupája
  - döntős: 1968–69